# ドラゴンソルジャーLAW
ドラゴンソルジャーLAW（1974年（昭和49年）3月6日 - ）は、日本の元プロレスラー。

## 戦歴

### 2005年
- 11月23日、第4回AXKICK興行におけるザ・ボスコニアン戦[1]でデビュー。
- 12月9日、ザ・腐れどインディー総決起集会（埼玉プロレス）のメインイベントで、サバイバル飛田の火に焼かれる[要出典]。
- その後、ブログがlivedoor格闘家ブログに登録され、2ちゃんねるで叩かた[要出典]。

### 2006年
- 2月19日、埼玉プロレスで再びサバイバル飛田の火に焼かれる（実際には火炎放射器に火が点かなかった[2]）。
- 4月30日、大阪・羽曳野を本拠地に活動するFU★CK!に初参戦し、マンモス半田の持つFU★CK!認定U-30 INTER NATURAL王座に挑戦するも敗れる。
- 8月20日、WRESTLE EXPOにFU★CK!提供試合で出場する。試合後、三度サバイバル飛田に襲撃される。
- 11月26日、下町プロレスに初参戦し、後に観客0人興行として知られる。
- 12月17日、FU★CK!でマグナム大江戸とのタイトル戦でFU★CK!認定LOL王座を奪取。

### 2007年
- 1月14日、FU★CK!で冨宅飛駈を相手に初防衛。
- 5月4日、FU★CK!でMASADAとのランバージャックデスマッチで防衛後、返上。
- 4月8日、下町プロレスをきっかけに、同団体のレギュラーに定着。
- 8月19日、第1回ローカルインディ合同興行の第1試合で魔餓鬼と対戦。それ以降、ローカルインディ合同興行のレギュラーとなる。

### 2008年
- 8月10日、第3回ローカルインディ合同興行のミニキャット戦後に同年いっぱいでの無期限休業を発表。
- 10月12日、水上プロレスでMWGP王座を奪取するも、すぐにカナブンに奪われる。
- 12月23日、休業記念として初の自主興行、（め）組主催興行を浅草ファイト倶楽部で行う。

### 2009年
- 1月12日、高島平9丁目プロレスでケニー・オメガと路上マッチで対戦[3]。
- 1月18日、GUYZの244戦を最後に無期限休業。
- 7月12日、東海プロレスのメインイベント・野崎王我戦で復活。
- 8月30日、ユニオンプロレスのドインディランブルに、同じ（め）組のOUKAと共に出場。
- 10月11日、LINKSのプレ旗揚げ戦（実験リーグ）に参戦。
- 10月18日、BBB（スリービー）の旗揚げ戦に参戦。
- 12月6日、LINKSのFIGHTING BASICトーナメントで優勝し、初代王者となる。
- 12月13日、約1年ぶり真・下町プロレスに参戦する。

### 2010年
- 10月頃、『マンモスジャパンツアー』に触発されて『DSL48[4][5]』という企画を始める。
- 11月23日、LINKS認定無差別級王座戦をJOMと行い、王座を防衛するも、試合後に返上。

### 2011年
- 1月9日、FU★CK!に約4年ぶりに参戦し、FU★CK!認定LOL王座戦をマグニチュード岸和田と行い、王座を奪取。
- 5月3日、第1回釜ヶ崎プロレスに参戦し、FU★CK!認定LOL王座防衛戦を守屋博昭と行い、王座を防衛するも、試合後に返上。
- 7月3日、越谷市・ケルベロスジムで（め）組・プレ旗揚げ戦を行う。

第1回トップ・オブ・ザ・スーパー・ドインディで決勝でスペルDAIMONに敗退し、準優勝。
- 12月23日、（め）組（ＤＳ２）で、第1回世界最驚タッグに雫あき（現：雫有希）と組んで出場。

決勝でペドロ高石＆スペルDAIMON組を破り、優勝。

### 2012年
- 2月25日、米原市で行われた雪上プロレスに参戦。

その際に真殺鬼、マッチョ・マイケルズとどインディ三銃士を結成。
- 6月2日、新木場1stリングで行われたクズプロの旗揚げ戦に参戦。

以降、クズプロの主力選手となる。
- 6月10日、（め）組（ＤＳ４）で第2回トップ・オブ・ザ・スーパー・ドインディを開催。

1回戦で見た目が邦彦を破って準決勝進出。
- 9月23日、（め）組（ＤＳ５）で第2回トップ・オブ・ザ・スーパー・ドインディの準決勝で326を破ったものの、決勝でドラゴン・ユウキに敗れて2年連続準優勝。
- 12月23日、（め）組（ＤＳ６）で、第2回世界最驚タッグに山本SANと組んで出場。

決勝で真殺鬼＆2代目マッチョ・マイケルズを破り、優勝。

### 2013年
- 3月1日、クズプロで、クズNo.1決定トーナメントに出場。

1回戦で木藤拓也を破るも、決勝でユン・ガンチョルに破れ準優勝。
- 6月9日、（め）組（ＤＳ８）で第3回トップ・オブ・ザ・スーパー・ドインディを開催。

1回戦で浦野裕太を破って準決勝進出。
- 8月4日、六本木ドラゴンアリーナでクズプロJAPANを旗揚げ。
- 9月22日、（め）組（ＤＳ９）で、第3回トップ・オブ・ザ・スーパー・ドインディの準決勝で松枝礼将を、決勝で安倍健治を破り、初優勝。

同時に、どインディ無差別級・初代王者となる。

### 2018年
- 2018年1月13日をもってプロレスラー卒業[6]。

## 得意技
EFS（エディゲレロ・フォーエバー・スプラッシュ）
「エディ・ゲレロ、フォーエバー！」と叫んでから飛ぶ、ダイビング・ボディ・プレス。
イナバウア〜
「イナバウア〜」と叫んで体を逸らしてからのローリングセントーン。
派生系として、「イナバウア〜と見せかけて」と叫んでからのセントーンがある。
リヴァイアサン
リバース・バックドロップ
Ωドライバー
デスバレーボムの体勢で抱えあげてからの旋回式スタナー。
GO2HEAVEN
デスバレーボムの体勢で抱え上げて、そのまま抱えた方に落とす。
DSLクラッチ2（仮）
横回転式の外道クラッチ。
フォーリン・エンジェル
スタンドの状態から膝蹴りを入れて、ネックブリーカー気味に決めるスピニングチョークスリーパー。
バズィンガ！
肩車の体勢からの高角度フェイスバスター 。
（め）組ドライバー
リバースブレーンバスターの体勢で抱えあげて、前方に落としてフォールする。
フォーリン・エンジェル２
高速ブレーンバスターの後、1回転して決めるスピニングチョークスリーパー。
２２２
足かけDDTからのスモールパッケージホールド。

## タイトル歴
- FU★CK!認定LOL王座
- MWGP王座
- FIGHTING BASICトーナメント優勝
- 第1回世界最驚タッグ優勝（パートナーは雫あき）
- 第2回世界最驚タッグ優勝（パートナーは山本SAN）
- どインディ無差別級・初代王者

## 休業後の活動
- 2009年5月からフリーライター（主にアメリカンドラマ）として活動。

- 2009年8月、モバイル映画情報サイト『映画野郎』（旧『映画秘宝クラブ』）で「DSL AND THE CITY〜男が語るアメリカンドラマ」の連載を開始。

- 2010年8月、ネットラジオ『DSLのユルくダラダラいかせて（通称ユルダラ）』を開始。